# Université Liberty
L'université Liberty (en anglais : Liberty University) est une université privée chrétienne évangélique baptiste située à Lynchburg dans l'État de Virginie aux États-Unis.
Elle est affiliée à la Southern Baptist Conservatives of Virginia (Convention baptiste du Sud).

## Histoire
L'université est fondée sous le nom de Lynchburg Baptist College par Jerry Falwell en 1971 , et Elmer L. Towns (en), afin de « former des champions pour le Christ » . En 1985, elle obtient le statut d'université et adopte son nom actuel. En 2007, Jerry Falwell Jr. devient président de l'université.

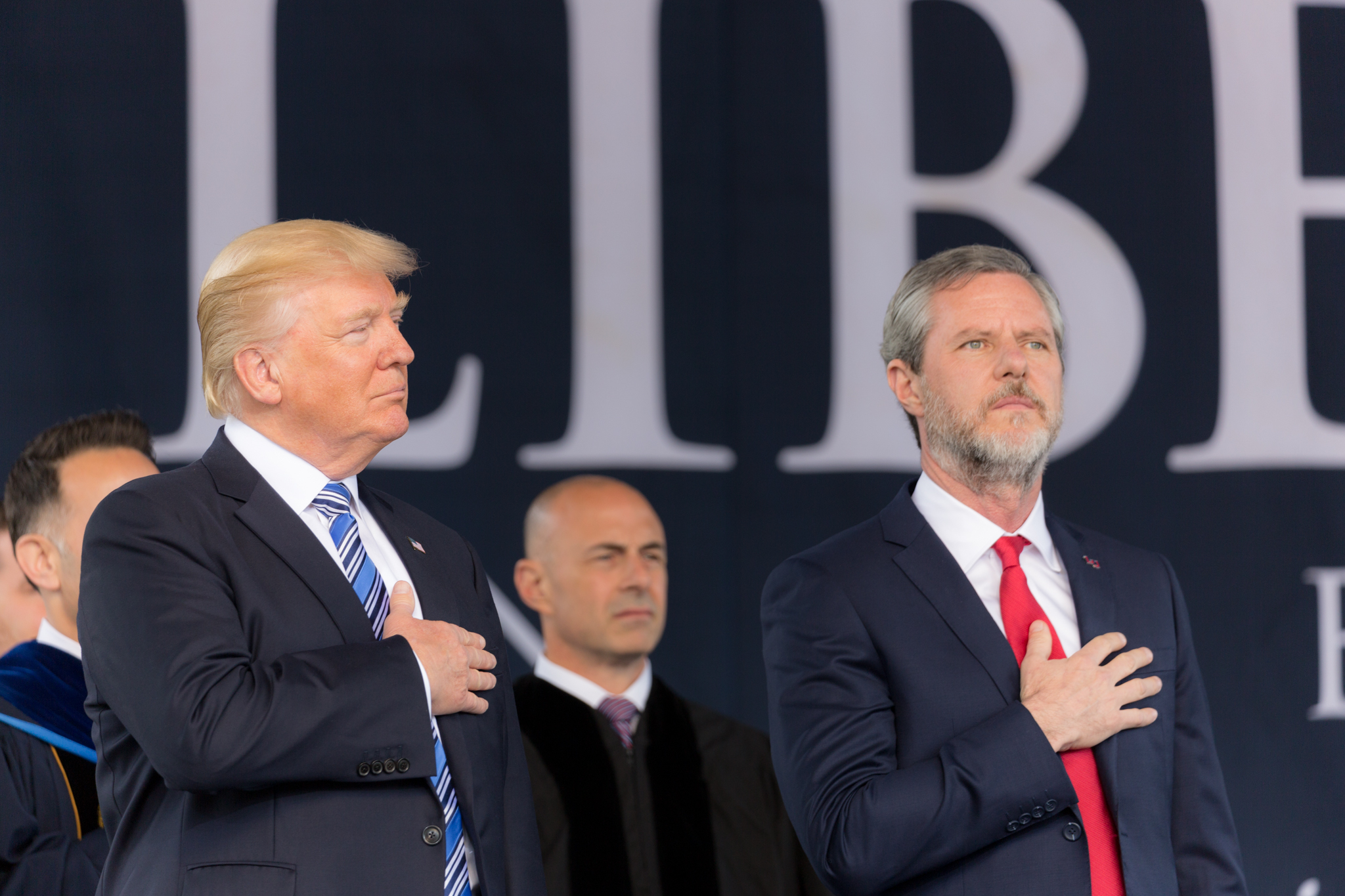
Donald Trump à l'université Liberty (2017).

L'institution constitue un passage habituel pour les politiciens conservateurs républicains tels que George W. Bush, Mitt Romney, John McCain, Mike Pence ou encore Donald Trump lesquels reviendront sur le campus à l'occasion de divers évènements.
En novembre 2019, Jerry Falwell Jr. et  Charlie Kirk  cofondent le « Falkirk Center for Faith and Liberty », qui se décrit tel qu'un Think tank de droite, financé, détenu et hébergé par l'université,,.
En août 2020, Jerry Prevo ancien pasteur d’une église baptiste d’Anchorage, devient président de l’université.

### Nombre d'étudiants
En 2017, l'université comptait 75 044 étudiants.
Pour l'année scolaire 2020-2021, 93 349 étudiants y sont inscrits dont 52 970 à temps plein et 40 379  à temps partiel. 79 167 étudiants se sont inscrits exclusivement sur le programme en ligne de l'université.
Son nombre élevé d’étudiants s’expliquerait notamment par ses frais de scolarité parmi les plus bas aux États-Unis .

## Budget
L'université détient en 2020 une réserve de fonds de plus de 1,5 milliard de dollars.

## Affiliations
L'université est affiliée à la Southern Baptist Conservatives of Virginia (Convention baptiste du Sud) .

## Croyances
L'université se présente comme la pépinière de la future élite chrétienne américaine (droite chrétienne) et défend des valeurs conservatrices sur la famille et la sexualité. Le code de conduite que doivent suivre les étudiants, interdit notamment la consommation d’alcool et toute présence dans les bars ou boîtes de nuit.
L'université Liberty enseigne le créationnisme Jeune-Terre, une version stricte du créationnisme, qui interprète la Bible comme un livre de sciences naturelles et d’histoire. Cette interprétation littérale de textes s’appuie sur la conviction que ces textes ont été « dictés par Dieu » comme vérités absolues, définitives et indiscutables. L'université précise sur son site officiel que ses étudiants bénéficient d'une « étude approfondie de la création et de l'évolution ».

## Controverses
En 1989, Jerry Falwell déclare aux employés de l’université Liberty que l’appartenance à son église et la dîme sont obligatoires.
En mars 2020, l’université est critiquée par plusieurs de ses voisins et par le maire de la ville de Lynchburg pour ne pas avoir fermé ses portes au cours de la pandémie de Covid-19. Jerry Falwell Jr., président de l'université au moment des faits, avait suggéré lors d'une émission de télévision que la maladie avait été produite par la Chine et la Corée du Nord pour empêcher la réélection du président Trump.
Jerry Falwell Jr. démissionne de son poste de président en août 2020 à la suite de publications sur les réseaux sociaux de photos controversées et de la révélation de l’approbation d’une relation extraconjugale de la part de son épouse,.
L'Université Liberty fait partie du Conseil consultatif du Projet 2025, un ensemble de propositions politiques conservatrices de droite proposé par la Heritage Foundation visant à transformer le gouvernement fédéral des États-Unis et à consolider le pouvoir exécutif si le candidat du Parti républicain remportait l'élection présidentielle de 2024.

## Agressions sexuelles
En mars 2024, le ministère américain de l’Éducation a condamné l’université à une amende de 14 millions de dollars pour ne pas avoir signaler des crimes sur le campus et pour sa faible prise en charge des victimes d’agressions sexuelles .

## Campus

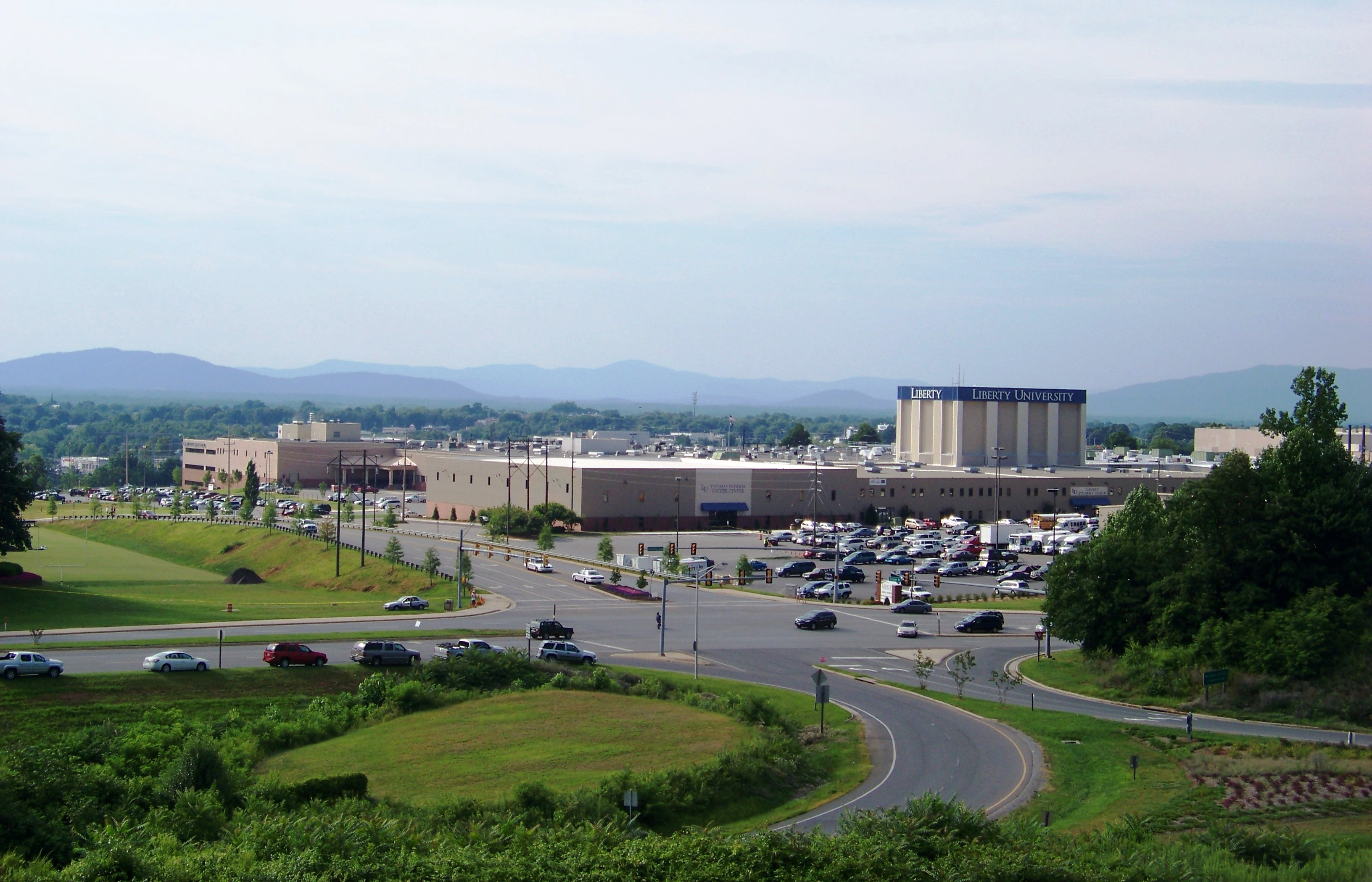
Campus
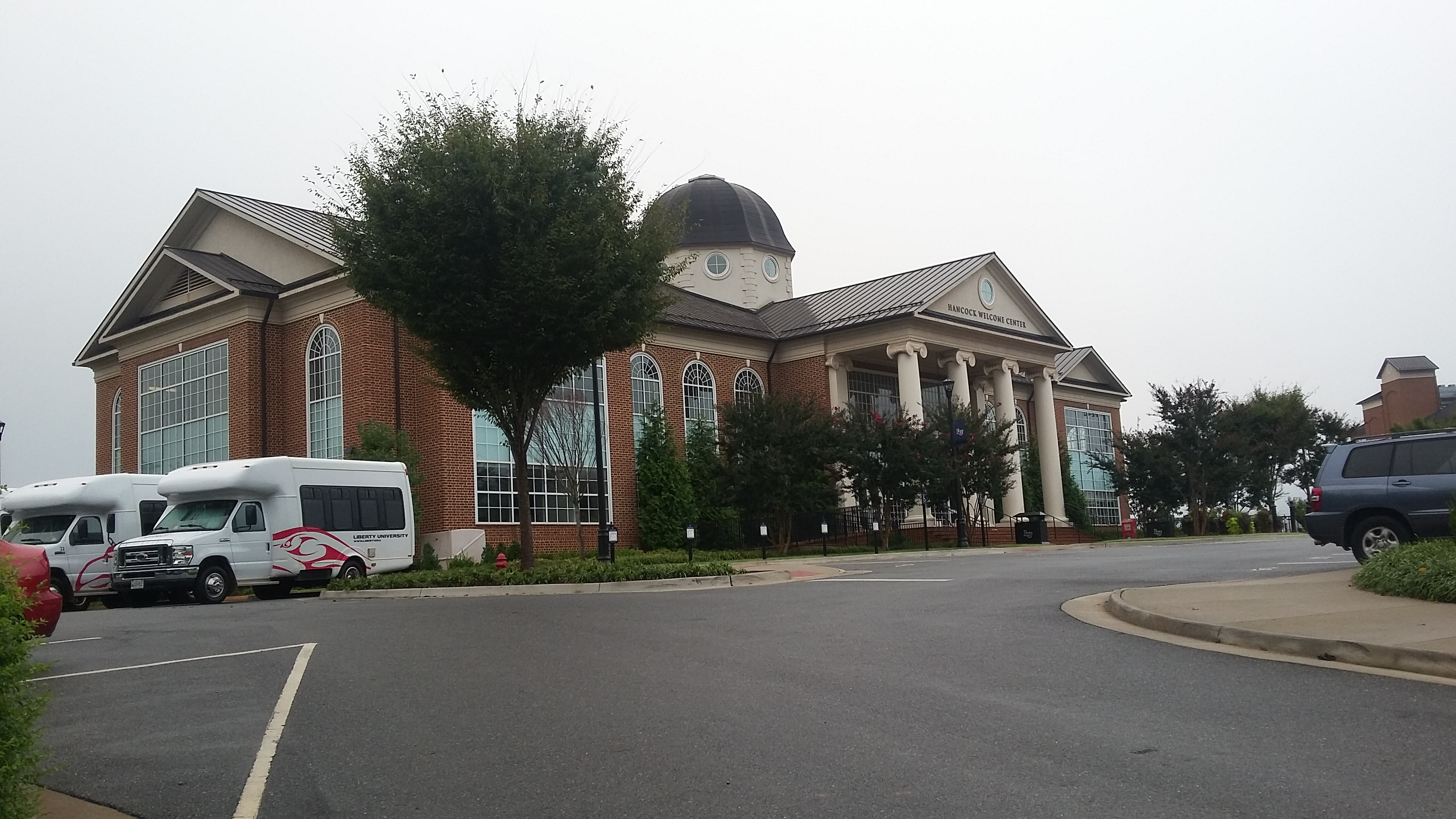
Centre des visiteurs
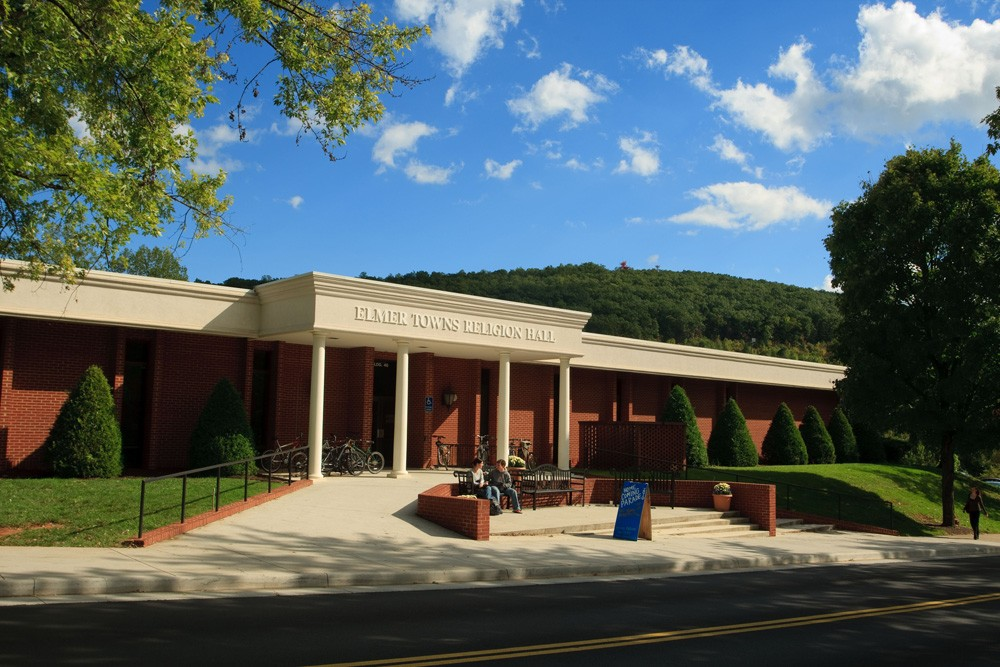
Elmer Towns Religion Hall
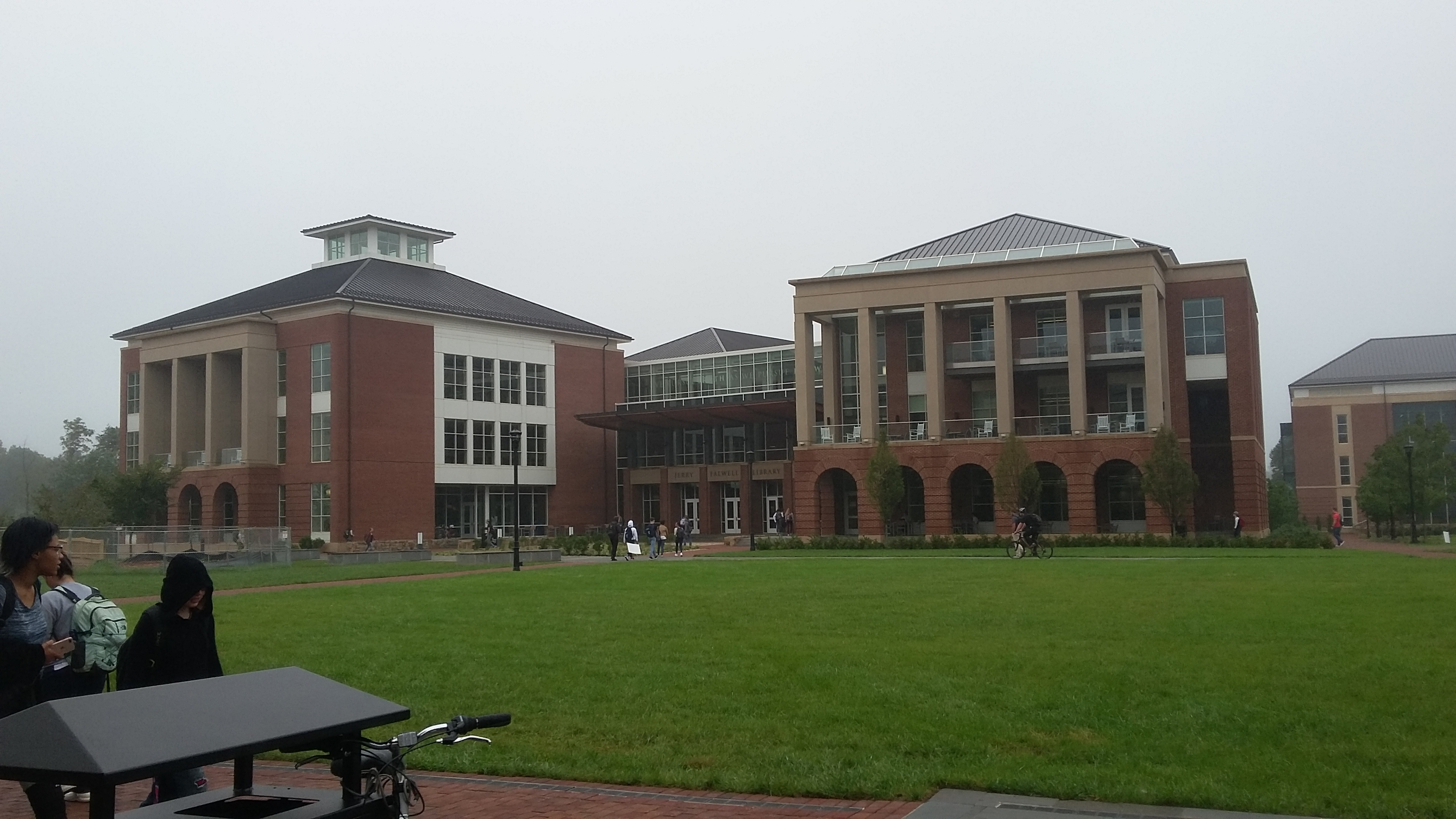
Bibliothèque Jerry-Falwell
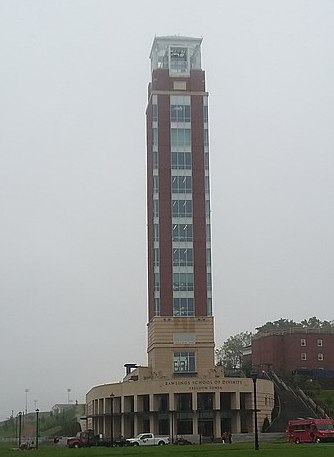
Liberty University School of Divinity
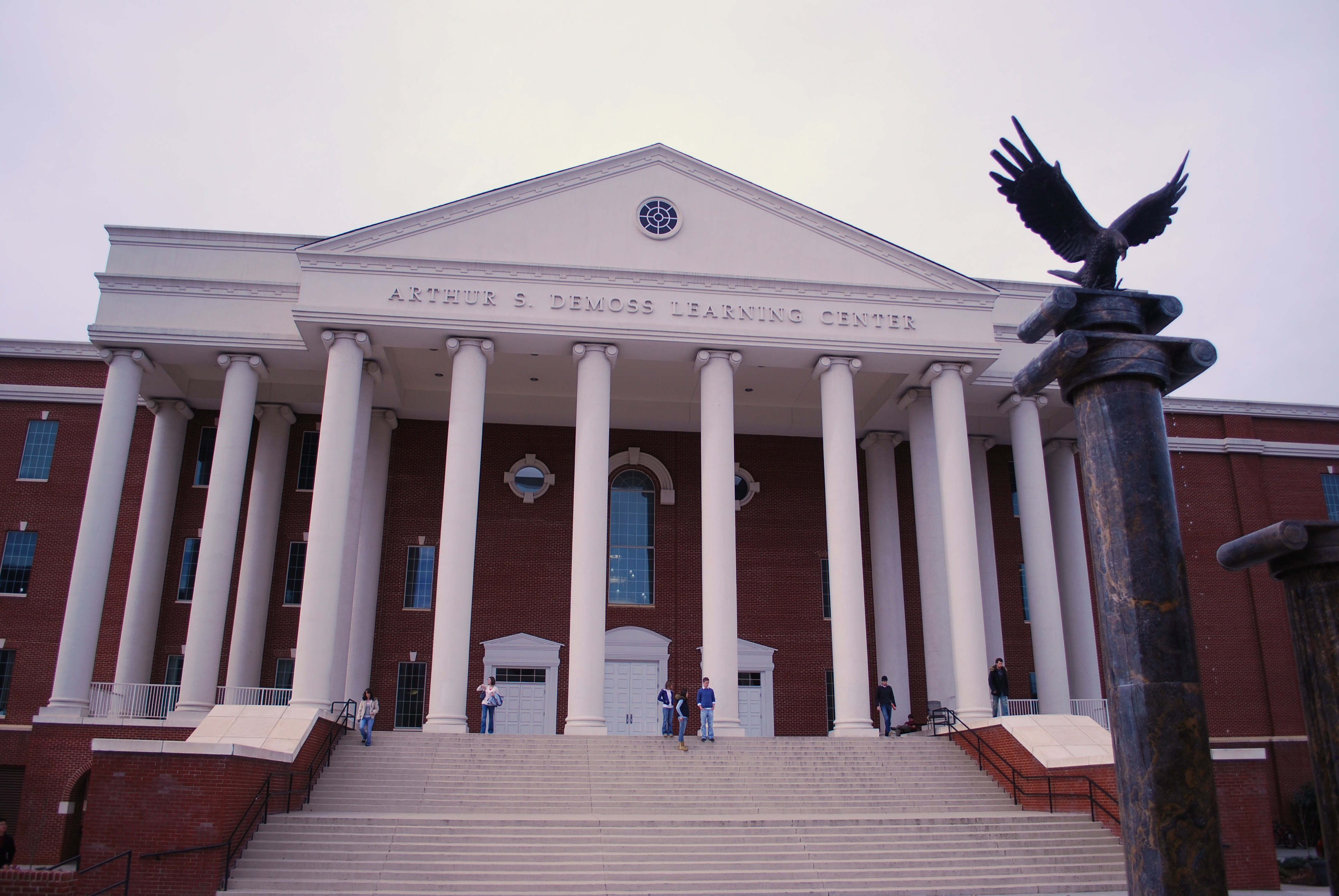
DeMoss Learning Center